# 판매용
판매용은 판매를 위해 제작된 물건 또는, 상품 따위를 뜻하는 사업 용어이다.

## 같이 보기
- 판매
- 무점포 판매
- 방문판매
- 차내판매